# Cafetière

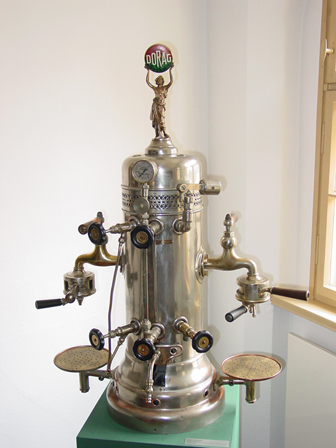
Cafetière des années 1920 au Musée Zum Arabischen Coffe Baum à Leipzig, Allemagne.

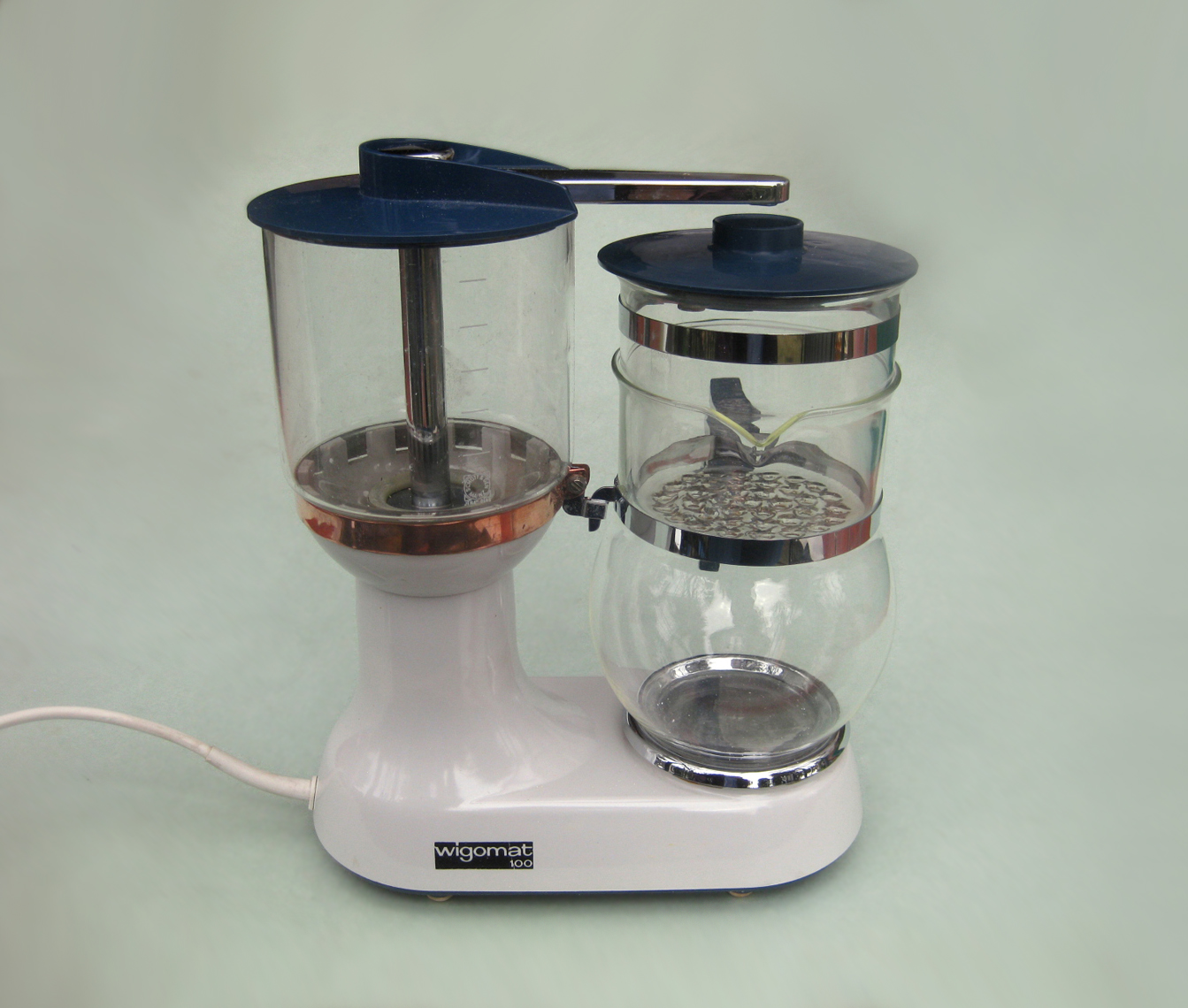
Une des premières cafetières électriques à filtre (Wigomat 100, fin des années 1950).

La cafetière est un récipient ou un appareil, servant à préparer ou à servir le café.

## Étymologie
Le nom « cafetier, cafetière » désignait originellement la personne qui tenait un établissement où l'on pouvait boire du café. Le mot « cafetière » lui-même pour désigner une cruche contenant du café est bien plus ancien puisque le Dictionnaire étymologique de Bloch-Wartburg le donne comme datant de 1685 ; il est vrai qu'il ne précise pas s'il s'agissait alors de la cruche ou de la femme servant le café puisque, pour cafetier, il ajoute qu'en 1762, selon l'Académie française, « on dit plus communément limonadier ». Cependant une anecdote de Chamfort  ne permet pas de douter que le mot existait en ce sens au XVIIIe siècle puisqu'il nous montre un vieil évêque rigoriste consentant à donner vingt-cinq louis à son neveu qui souhaitait acquérir une « jolie cafetière », et qui entre en fureur quand il constate que la cafetière porte jupon. Ce sens tombe dans l'oubli au XIXe siècle lorsque la percolation du café est inventée. Le mot « cafetière » désigne alors l'ustensile de cuisine utilisé pour préparer du café en faisant passer de l'eau chaude à travers du café moulu.

## Histoire

### Préparation du café par infusion ou décoction
Avant l'invention de la cafetière à percolation, le café était préparé soit en infusion (comme de nos jours avec la cafetière à piston), soit en décoction (comme de nos jours avec le café turc). Une mouture extra-fine de café mélangée à de l'eau (environ 3 cuillerées de café pour 300 ml d'eau) est portée à ébullition dans un pot allant sur le feu. Des épices sont parfois ajoutées à la mouture, notamment la cardamome. Les premières cafetières, dites jebena, sont apparues en Éthiopie. Plus tard, des samovars équipés de petits sacs de toile sont utilisés pour l'infusion du café.

### Première cafetière à percolation

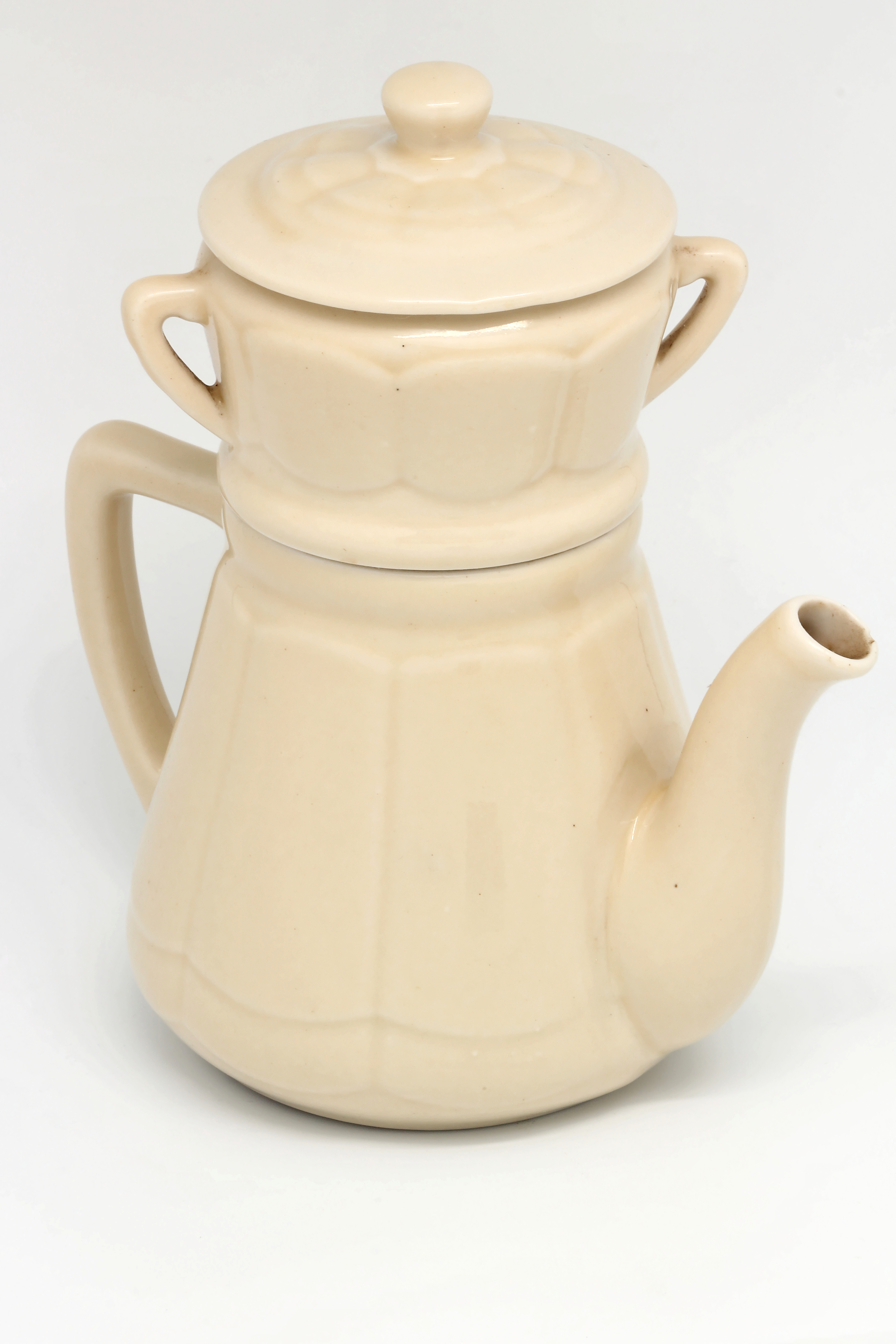
Cafetière à percolation (inventée vers 1800).

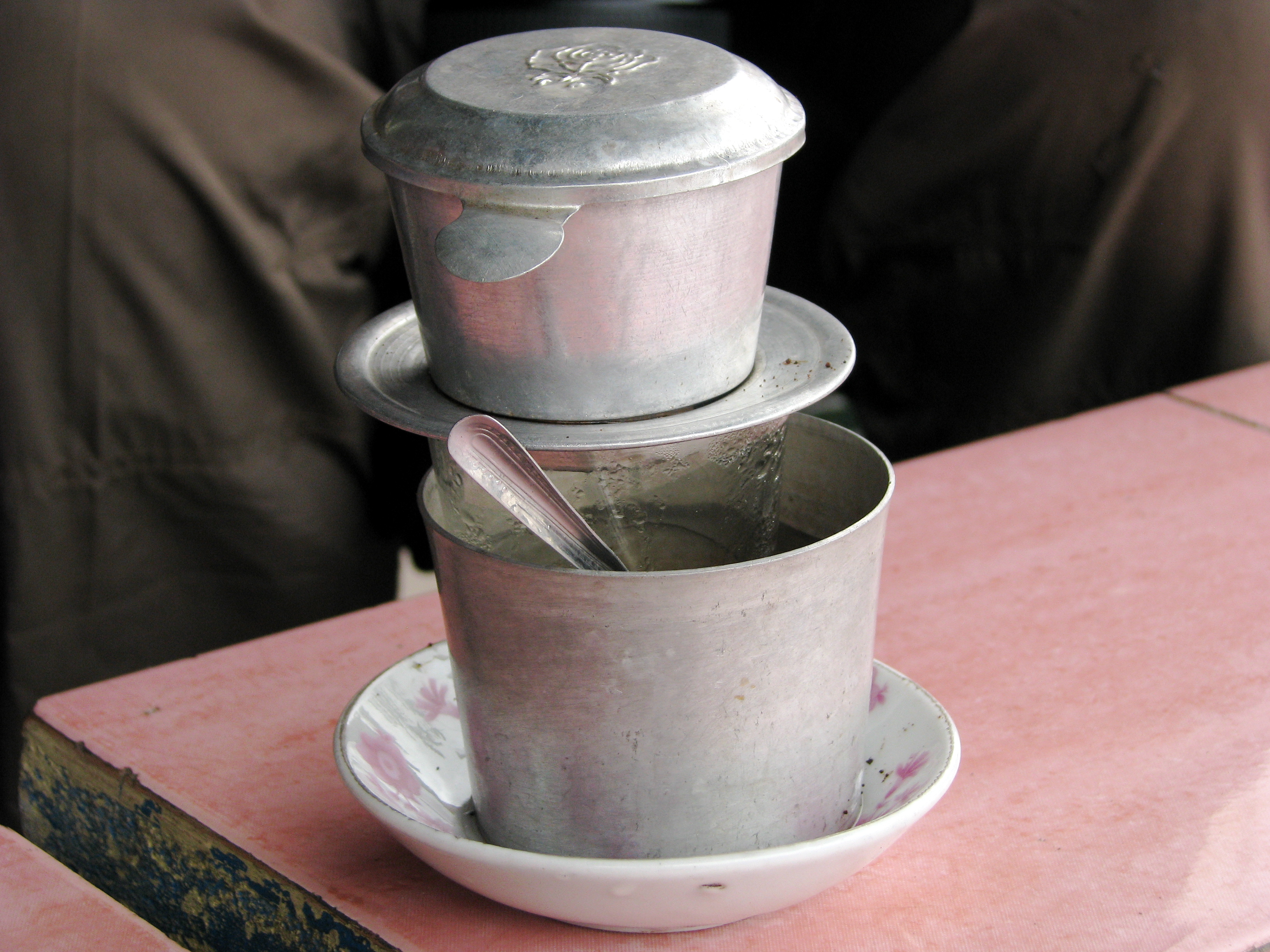
Cafetière à percolation, individuelle, à filtre en métal (vers 1950).

Vers 1800, un système de cafetière à percolation (appelée aussi le dubelloire ou la débelloire) est attribué à Jean-Baptiste de Belloy, archevêque de Paris ou à l'un de ses proches. Ce type de cafetière en céramique ou en tôle émaillée, très populaire, est composé de deux récipients superposés, séparés au milieu par un compartiment où l'on place le café. On verse l'eau bouillante dans la partie supérieure de la cafetière : le café s'infuse lentement et passe dans le récipient inférieur. Il s'agit donc moins d'infusion que de lixiviation.
Dans sa célèbre Physiologie du goût (1825), Brillat-Savarin préférait ce système aux autres.

« Il y a quelques années que toutes les idées se portèrent simultanément sur la meilleure manière de faire le café ; ce qui provenait, sans presque qu'on s'en doutât, de ce que le chef du gouvernement en prenait beaucoup.
On proposait de le faire sans le brûler, sans le mettre en poudre, de l'infuser à froid, de le faire bouillir pendant trois quarts d'heure, de le soumettre à l'autoclave, etc.
J'ai essayé dans le temps toutes ces méthodes et celles qu'on a proposées jusqu'à ce jour, et je me suis fixé, en connaissance de cause, à celles qu'on appelle à la Dubelloy, qui consiste à verser de l'eau bouillante sur le café mis dans un vase de porcelaine ou d'argent, percé de très petit trous.
On prend cette première décoction, on la chauffe jusqu'à l'ébullition, on la repasse de nouveau, et on a un café aussi clair et aussi bon que possible. »

— Brillat-Savarin, Physiologie du goût
Il n'appréciait pas, au contraire, les essais de café sous pression de son époque :

« J'ai essayé entre autres de faire du café dans une bouilloire à haute pression ; mais j'ai eu pour résultat un café chargé d'extractif et d'amertume, bon tout au plus à gratter le gosier d'un cosaque. »

— Brillat-Savarin, Physiologie du goût
La cafetière à filtre française connaît une grande popularité au début du XIXe siècle. Certaines cafetières se distinguent, la cafetière de Karlsbad ou de Bohême, ainsi qu'une cafetière à renversement appelée bouilloire de Potsdam ou œuf russe. Bientôt, d'autres techniques apparaissent, utilisant la vapeur pour faire monter l'eau à travers la mouture de café.
Jules Verne évoque l'un de ces appareils au début de son roman Les Cinq Cents Millions de la Bégum.

### Cafetière à dépression

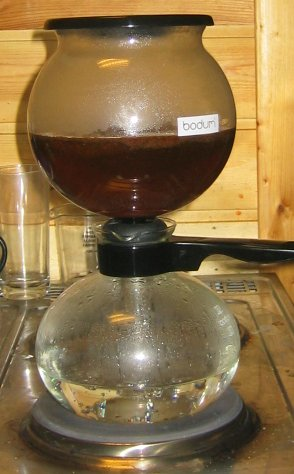
Une cafetière à dépression de marque « Bodum »

#### Invention
Vers 1830 apparaît la cafetière à dépression (appelée aussi cafetière à siphon ou cafetière Cona), composée de deux globes de verre superposés, fixés à un support. Elle fonctionne par le principe de l'expansion et de la contraction de la vapeur d'eau.
La partie inférieure (la boule) contient l'eau et la partie supérieure (la tulipe) reçoit la mouture. À l'aide d'un brûleur à alcool, l'eau chauffe et s'évapore, créant une surpression dans le globe inférieur. L'eau chaude (85 °C) monte à l'étage supérieur par le tube de la tulipe et inonde la mouture à travers le filtre textile. Après une ou deux minutes d'infusion, on arrête la source de chaleur, puis, la pression diminuant, le café infusé est aspiré par dépression dans le récipient inférieur, à travers le tube de la tulipe.
Un brevet est déposé par la Française Jeanne Richard en 1837, faisant référence aux travaux de l'Allemand Loeff de Berlin. Plusieurs brevets se succèdent, apportant diverses améliorations : Louis François Boulanger (France, 1835), Edmond-Marie-Joseph Beunat sous le nom d'atmodèpe-infuseur (France, 1836), Mority Platow et James Vardy (Angleterre, 1839), Mme Vassieux (France, 1841).
L'amélioration principale, depuis ce temps, est l'apparition du verre borosilicate (type Pyrex), en 1915.

#### Évolution

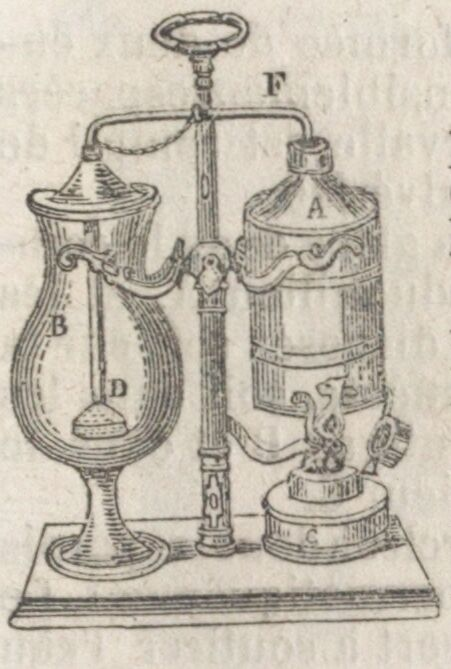
La cafetière Gabet

En 1844, Adrien Émile François Gabet Gabet,, invente le siphon balancier. Il sépare les deux récipients qui sont placés l'un à côté de l'autre (en céramique pour l'eau, en verre pour le café) ; l'eau est transférée dans un tube de l'un vers l'autre par effet siphon. Lorsque l'eau est transférée dans le deuxième récipient, son poids s'alourdit et déclenche un balancier qui éteint ainsi automatiquement le brûleur au bon moment. Un système similaire est développé parallèlement par l'écossais James Robert Napier (en), ingénieur naval et grand inventeur. Il diffère du système précédent par l'absence de mécanisme pour éteindre la flamme. C'est ce système qui fut utilisé en Grande-Bretagne.
La cafetière à dépression va s'étendre aux États-Unis. En 1866, William Edson améliore le système en construisant une cafetière en un seul tenant, proche des cafetières italiennes. Elle est composée d'une chambre haute et d'une chambre basse reliées par un tube. Sous l'effet de la pression, l'eau monte au travers du tube, puis le café s'infuse et, lorsque la pression diminue, retourne dans le fond. Cette cafetière a l'avantage d'être peu coûteuse et sans risque.
En 1868, Julius Petsch (Hanovre) et Stephen Buynitzky (Saint-Pétersbourg) déposent un brevet sur une cafetière du même type qu'Edson, à ceci près que le compartiment supérieur est sur pivot ; lorsque l'eau rentre dedans, le compartiment bascule à cause de sa forme asymétrique. La flamme est éteinte et l'eau s'écoule dans le réservoir du bas. Lorsque l'eau s'est écoulée, le réservoir bascule de nouveau et va actionner un marteau qui frappera une sonnette pour signaler que le café est prêt.
La cafetière à dépression (ou à siphon) a connu un succès en France avec les cafetières Hellem, fabriquées à Lyon par Louis Martinent de 1927 à 1978. Au début du XXIe siècle, le marché se partage entre les cafetières anglaises Cona (apparues en 1910), celles du danois Bodum et les versions japonaises comme Hario ou taïwanaises comme Yama.

### Cafetièreitalienne

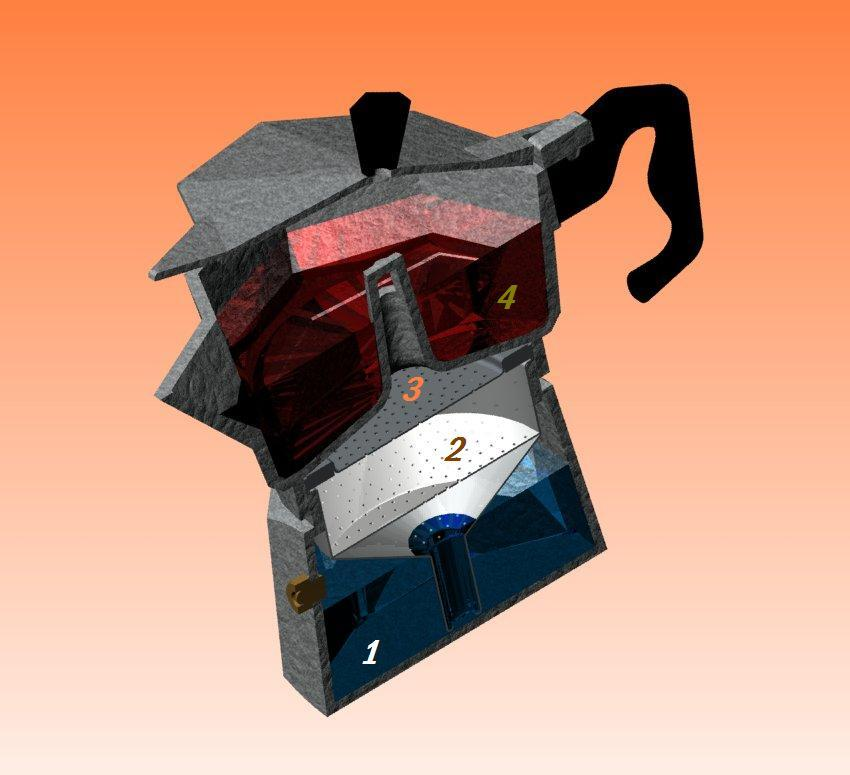
Vue en coupe : L'eau en attente d'ébullition (1). Le café est prisonnier entre deux grilles (2). Le café infusé remonte par la cheminée (3). La boisson se déverse dans la verseuse (4) (1895).

La cafetière italienne ou à moka, apparue en 1933, est encore très utilisée de nos jours. Connues sous la marque Bialetti, ces cafetières sont faites d'alliage d'aluminium ou d'acier inoxydable.
Ces appareils fonctionnent sur toute source de chaleur. Ils sont parfois compatibles avec les plaques à induction. Certains modèles comportent une résistance électrique intégrée.

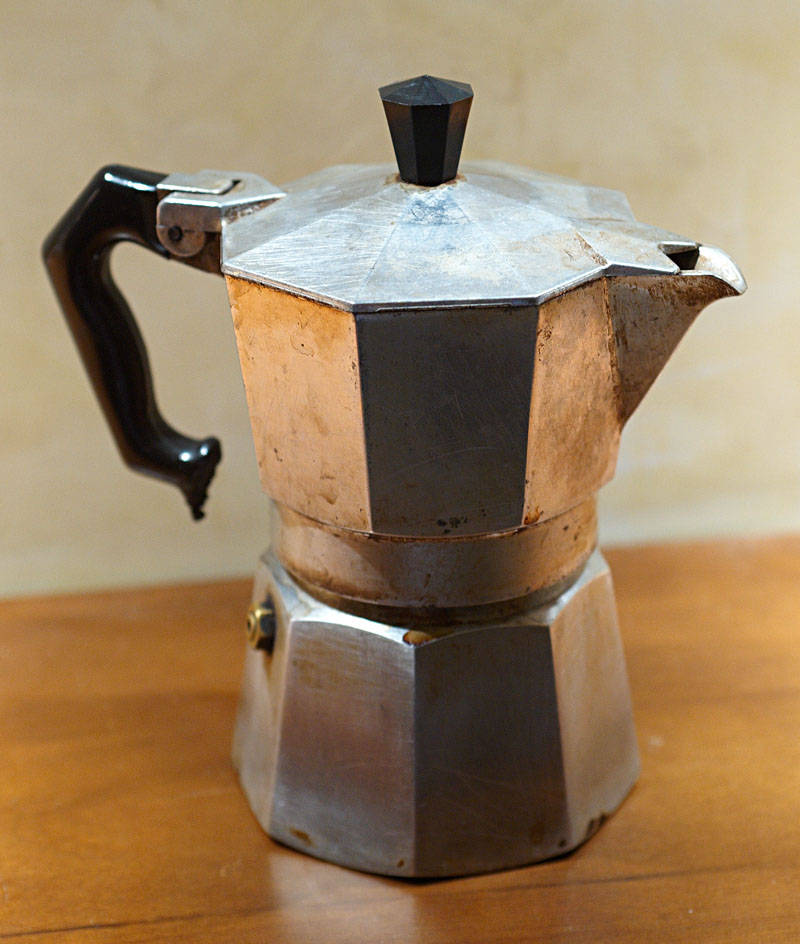
Une cafetière de type italienne ou moka
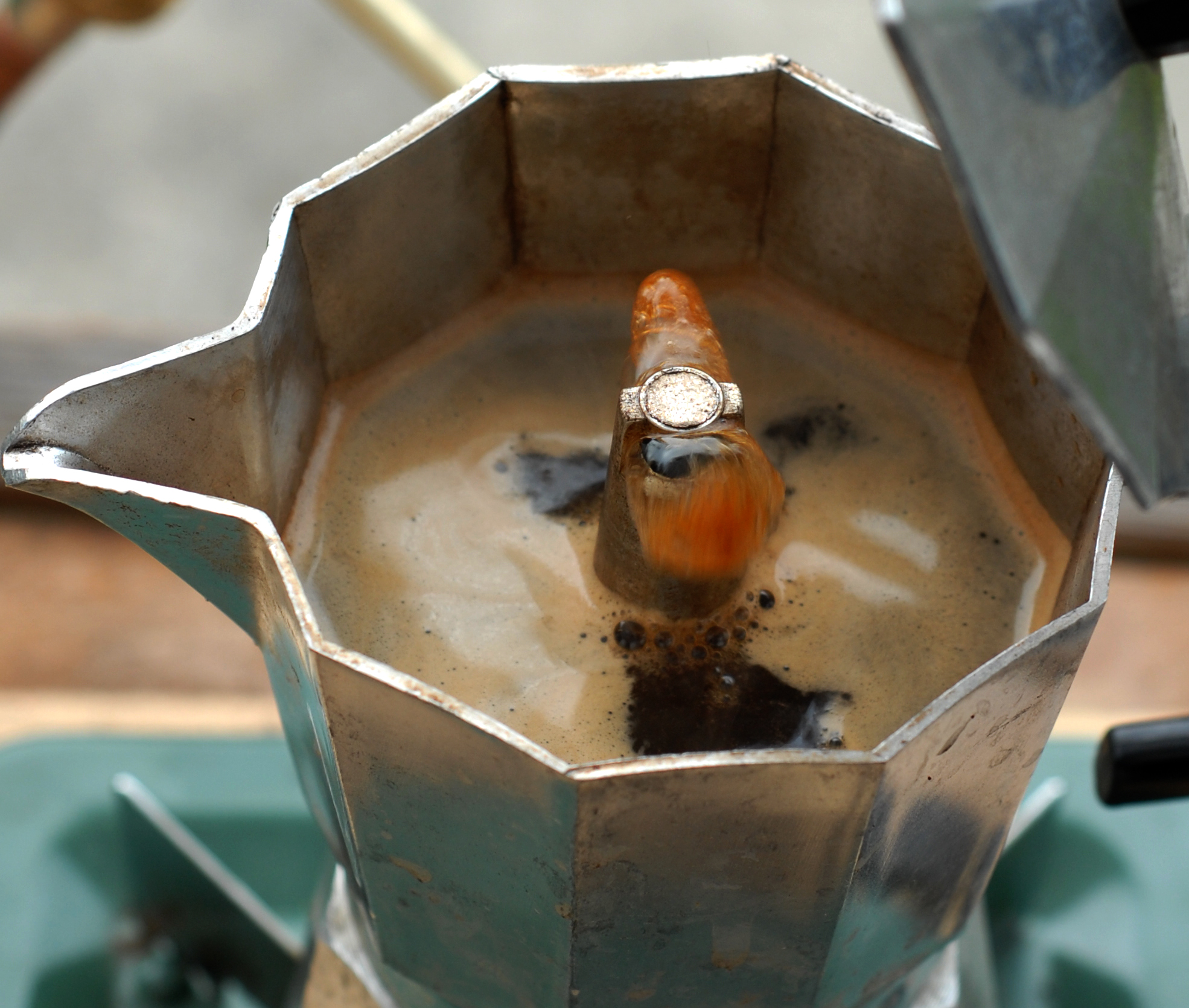
Chambre supérieure de la cafetière où le café arrive par le tube central

### Invention du filtre en papier

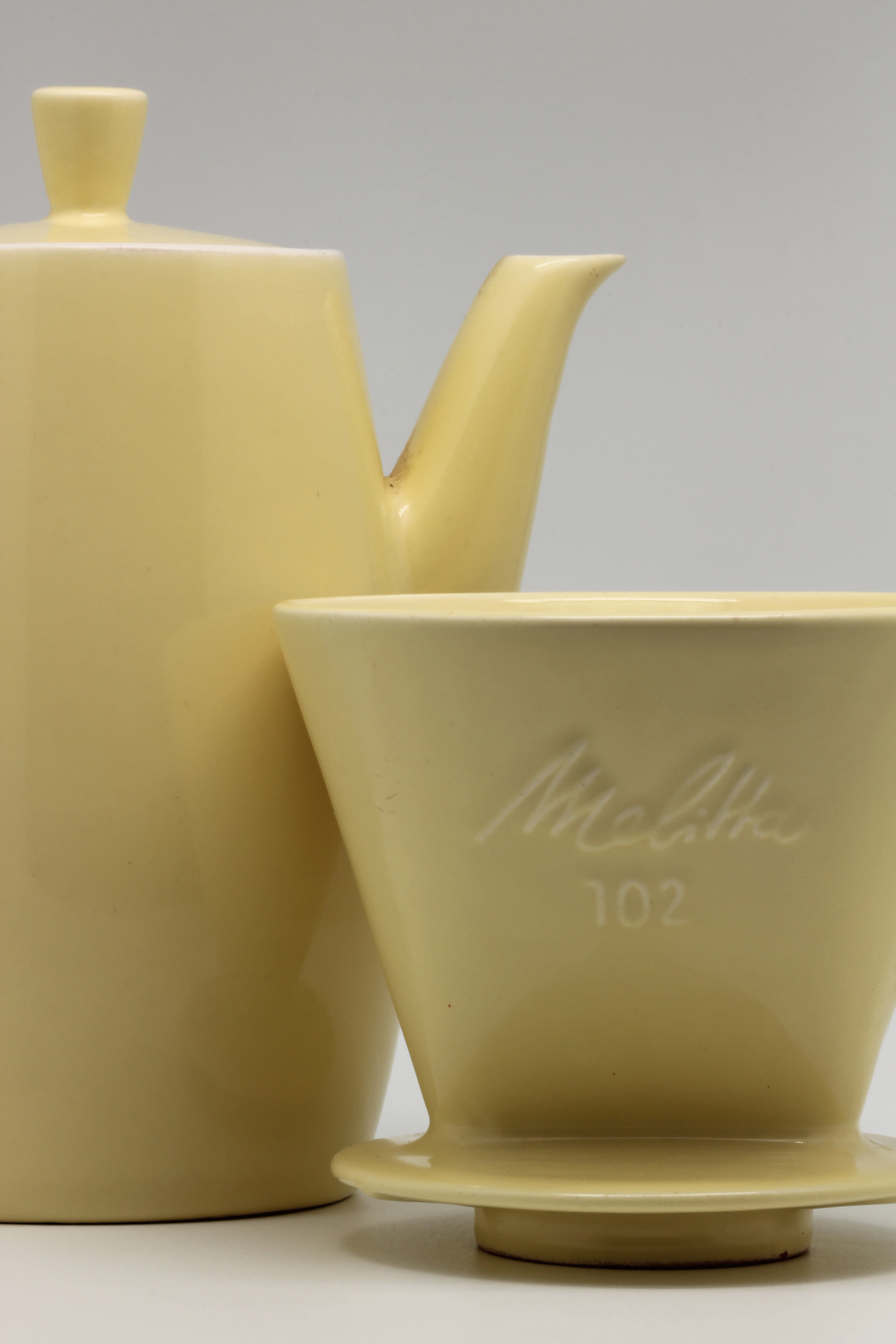
Cafetière Melitta et son support de filtre (1908).

Le filtre en papier, lui, est inventé en 1908 par l'Allemande Melitta Bentz et va révolutionner la préparation du café. La cafetière filtre peut être fabriquée à partir de diverses matières telles que le pyrex, le métal, la porcelaine ou la faïence. Son principe consiste à déverser de l’eau frémissante sur de la poudre de café contenue dans un filtre placé dans le compartiment supérieur de la cafetière. L’eau en ébullition va alors s’imprégner des arômes du café avant de s’égoutter lentement dans le pot du compartiment du bas où est recueilli le café. La qualité du breuvage ainsi préparé dépend :
- de la qualité du café moulu utilisé ;
- de l’eau employée ;
- du filtre ;
- du dosage de la mouture ;
- de la cafetière choisie.

Le breuvage obtenu est plutôt doux. Ce n’est pas le café que préfèrent les amateurs de café italien, mais cette cafetière permet de préparer rapidement une grande quantité de café en une seule fois.

### Cafetière napolitaine

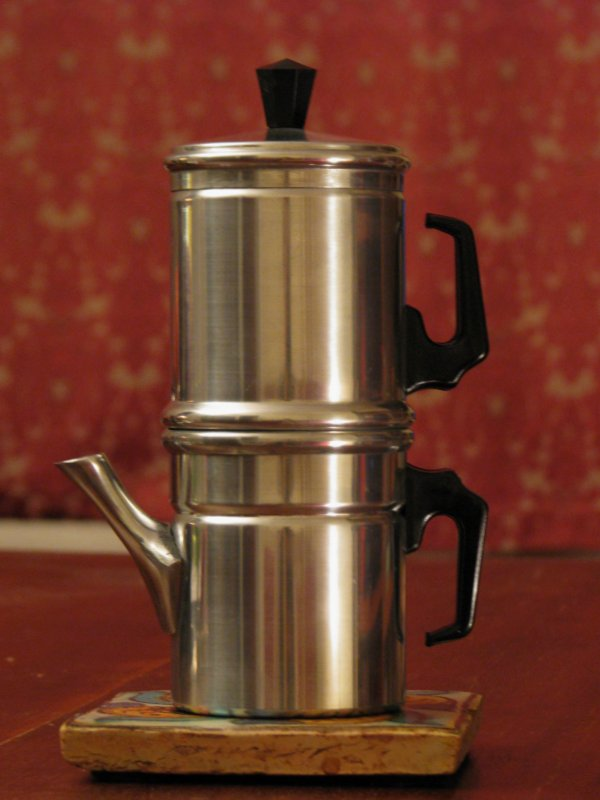
Cafetière napolitaine.

La cafetière dite napolitaine, inventée à Paris, ressemble extérieurement à la cafetière italienne mais n'est pas basée sur le même principe. C'est une cafetière à filtre gravitationnel : on fait chauffer l'eau dans un sens, la vapeur humecte le café moulu, puis on retourne l'ensemble et l'eau passe à travers le café par gravité.

### Cafetière russe

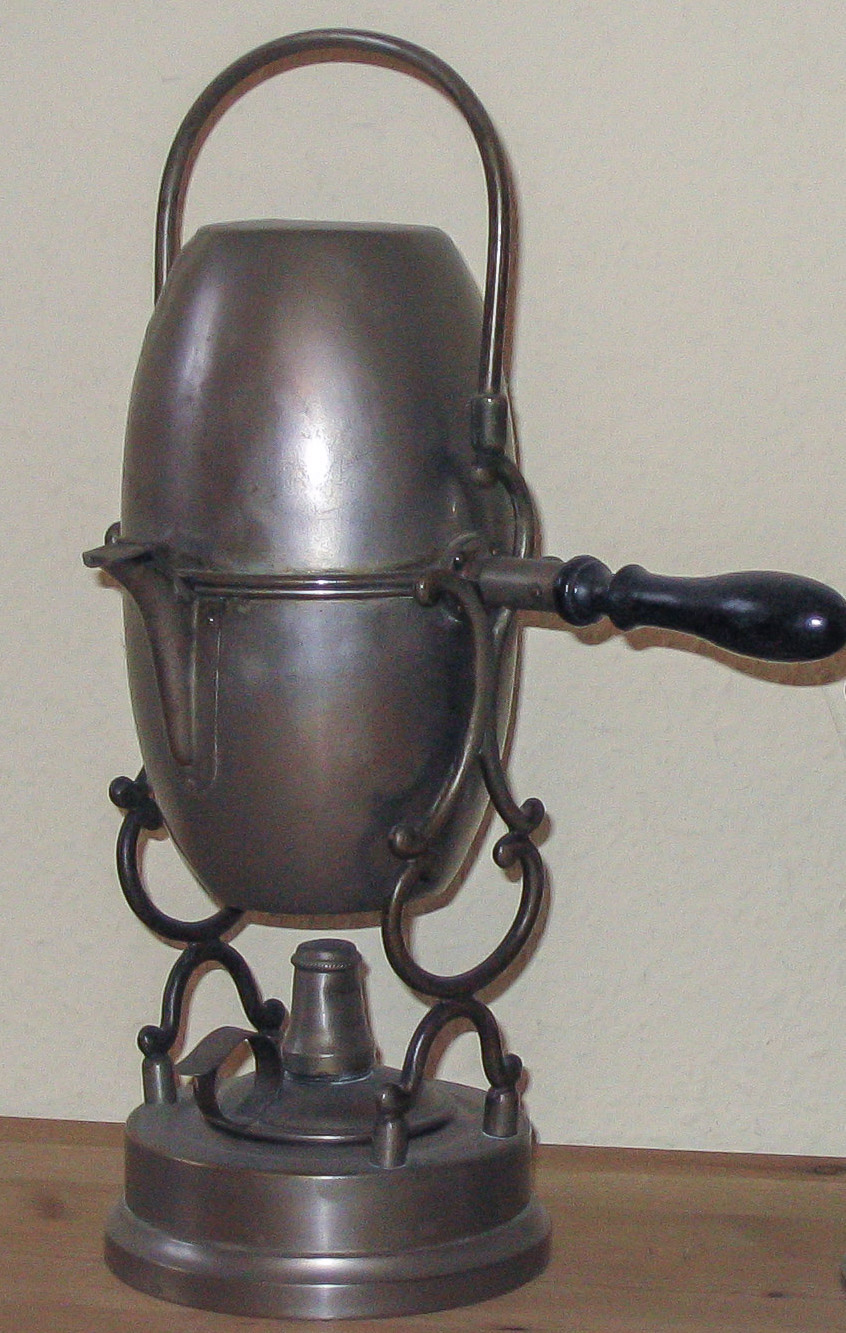
Cafetière à renversement dite cafetière russe, en laiton nickelé, avec son réchaud à alcool. Vers 1900.

La cafetière russe a un fonctionnement similaire à celui de la cafetière napolitaine. Elle est souvent surnommée la "cafetière à bascule" en raison de sa forme générale. Elle est composée de deux compartiments séparés par un filtre, et montée sur pivot. L'eau est chauffée dans l'une des deux parties puis basculée vers l'autre. Elle traverse ainsi la mouture de café. Il est probable que son invention remonte au XIXe siècle en raison de son aspect proche de celui des bouilloires russes en métal appelées samovars).

### Cafetière turque

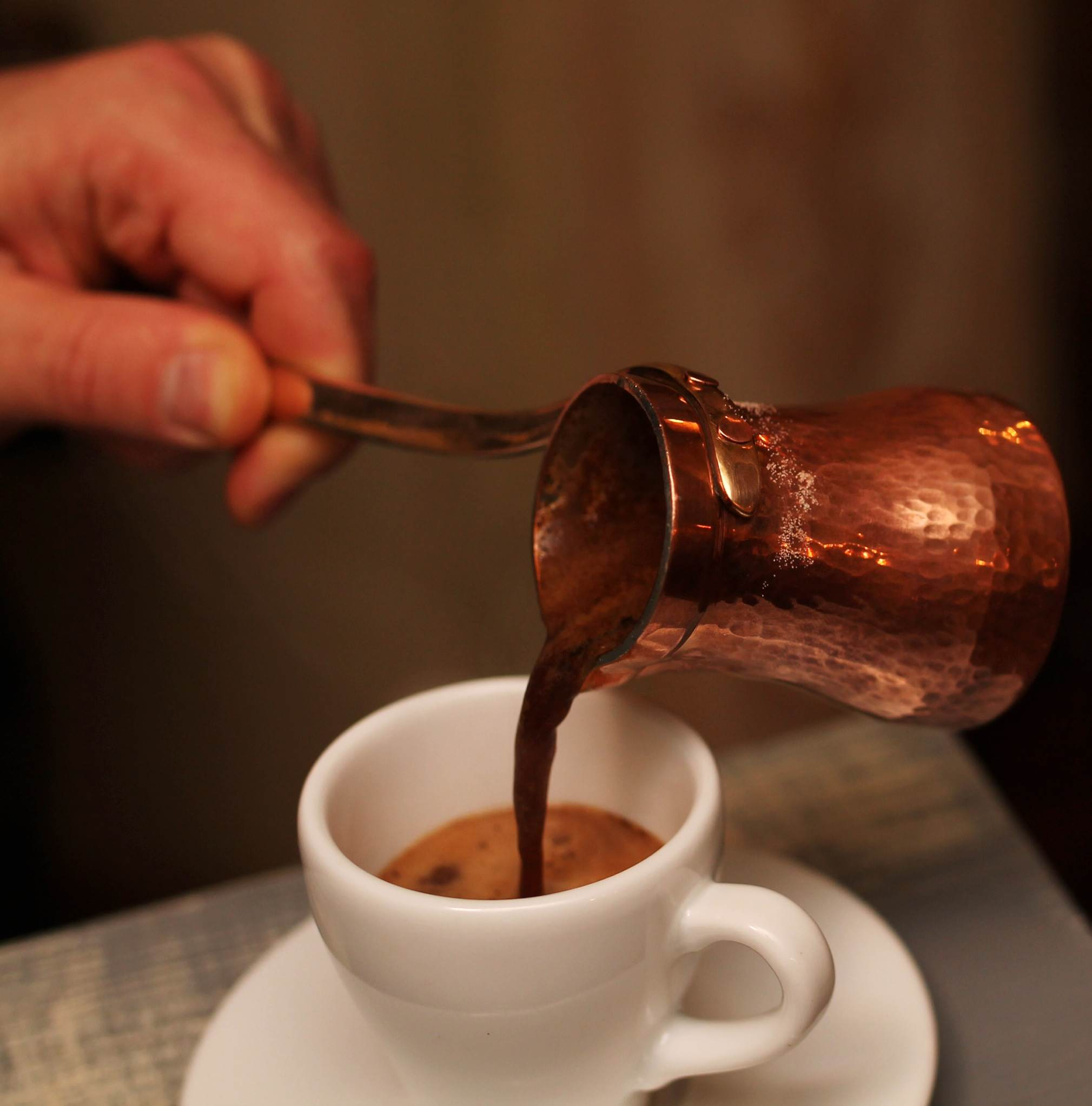
Cezve, pour la préparation du café turc.

La cafetière turque est couramment appelée cezve. Il s'agit d'une verseuse caractérisée par un long manche droit sur un petit pot à fond rond. La cafetière repose sur le feu pour porter le mélange d'eau, de café moulu et de sucre à ébullition. Comme pour la cafetière russe, la boisson est bouillie, puis laissée à reposer hors du feu quelques minutes. Cette opération qui consiste à chauffer le contenant est répétée trois à cinq fois. Le café obtenu est fortement concentré et très foncé.

### Cafetière éthiopienne

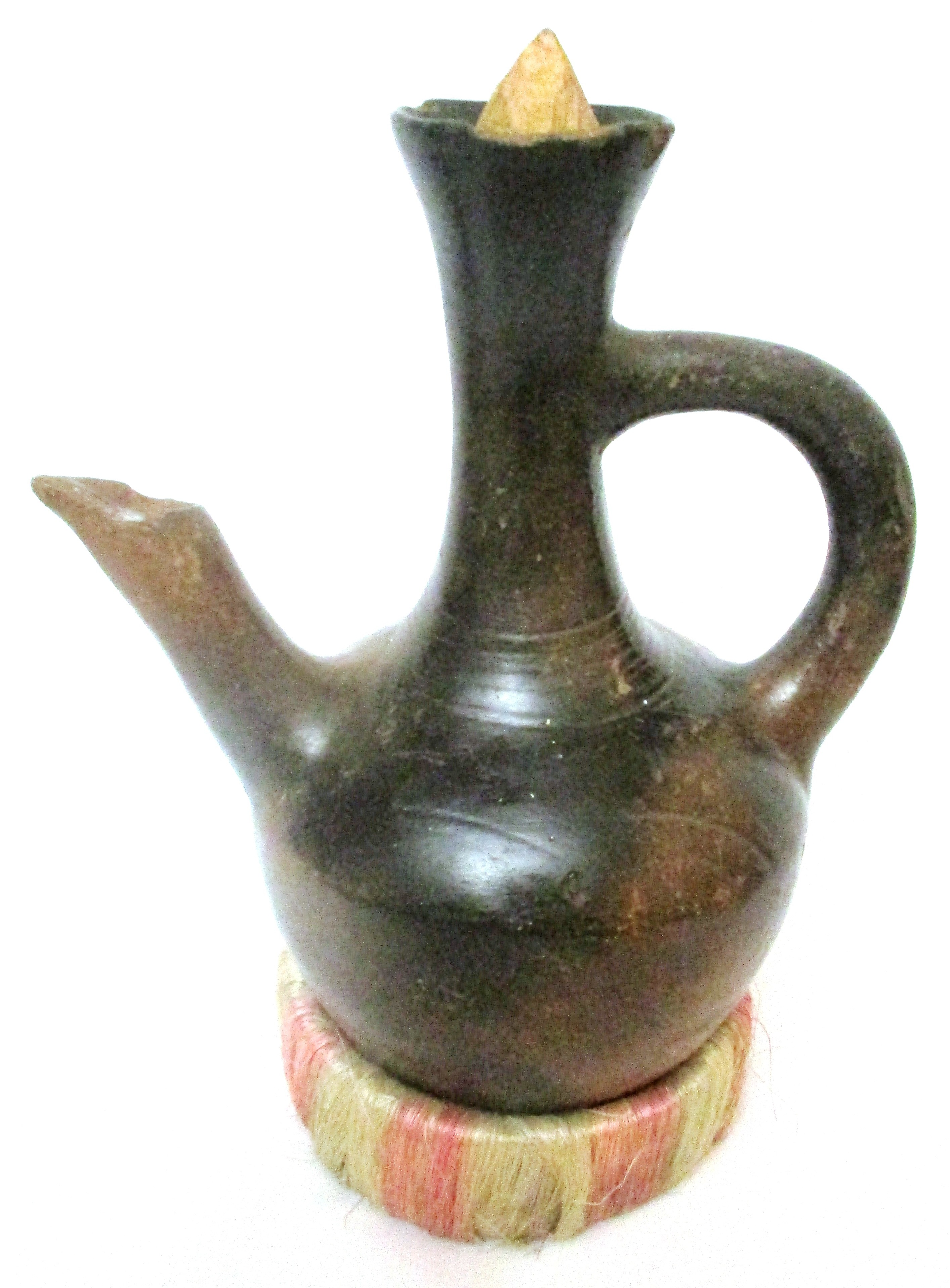
Cafetière éthiopienne jebena (1929)

La cafetière éthiopienne s'appelle aussi un jebena. Le café écrasé est mélangé à de l'eau et porté à ébullition dans cette verseuse en céramique ou en terre. La préparation de la boisson est donc semblable à celle résultant de la cafetière turque.

### Cafetière à piston

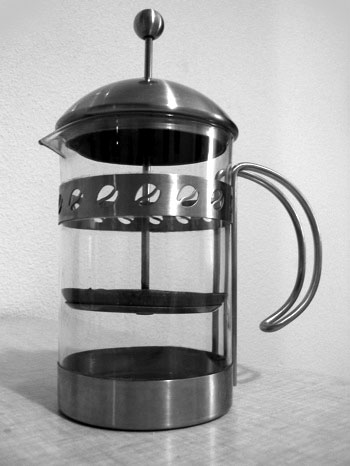
Cafetière à piston (1945).

La cafetière à piston, connue sous le nom d'origine française cafetiere au Royaume-Uni, est généralement en verre et en métal. Cette cafetière porte en son centre un piston dont l'extrémité du bas est munie d'un disque de métal troué servant de filtre. Après avoir déposé la mouture au fond de la cafetière, on verse l'eau frémissante et on laisse reposer deux minutes environ. En exerçant une pression, le filtre s'enfonce jusqu'au bas, séparant le café (liquide) du marc.

### Machine à espresso

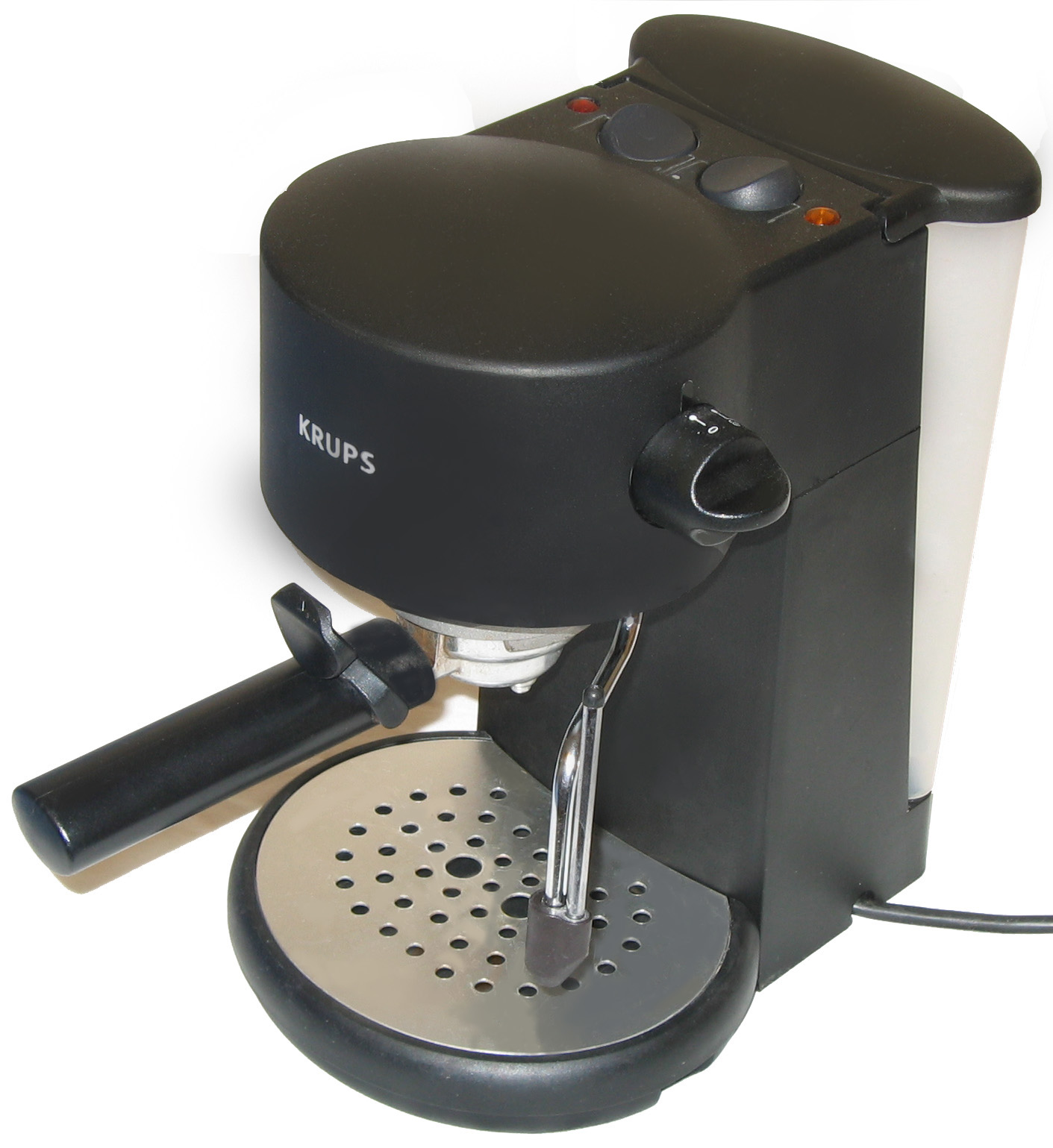
Machine à expresso électrique.

La machine à espresso trouve ses origines à la fin du XIXe siècle, en Italie. Elle est inventée et brevetée, en 1884, par l’ingénieur turinois Angelo Moriondo. Perfectionnée par Luigi Bezzera, en 1901, le brevet est racheté ensuite, en 1905, par Desiderio Pavoni, fondateur de l'entreprise La Pavoni.
Elle est améliorée ensuite par Achille Gaggia en 1946.
La machine à espresso utilise le principe de la percolation sous haute pression. De l'eau frémissante traverse rapidement une fine mouture contenue dans un filtre métallique.

### Cafetières électriques modernes

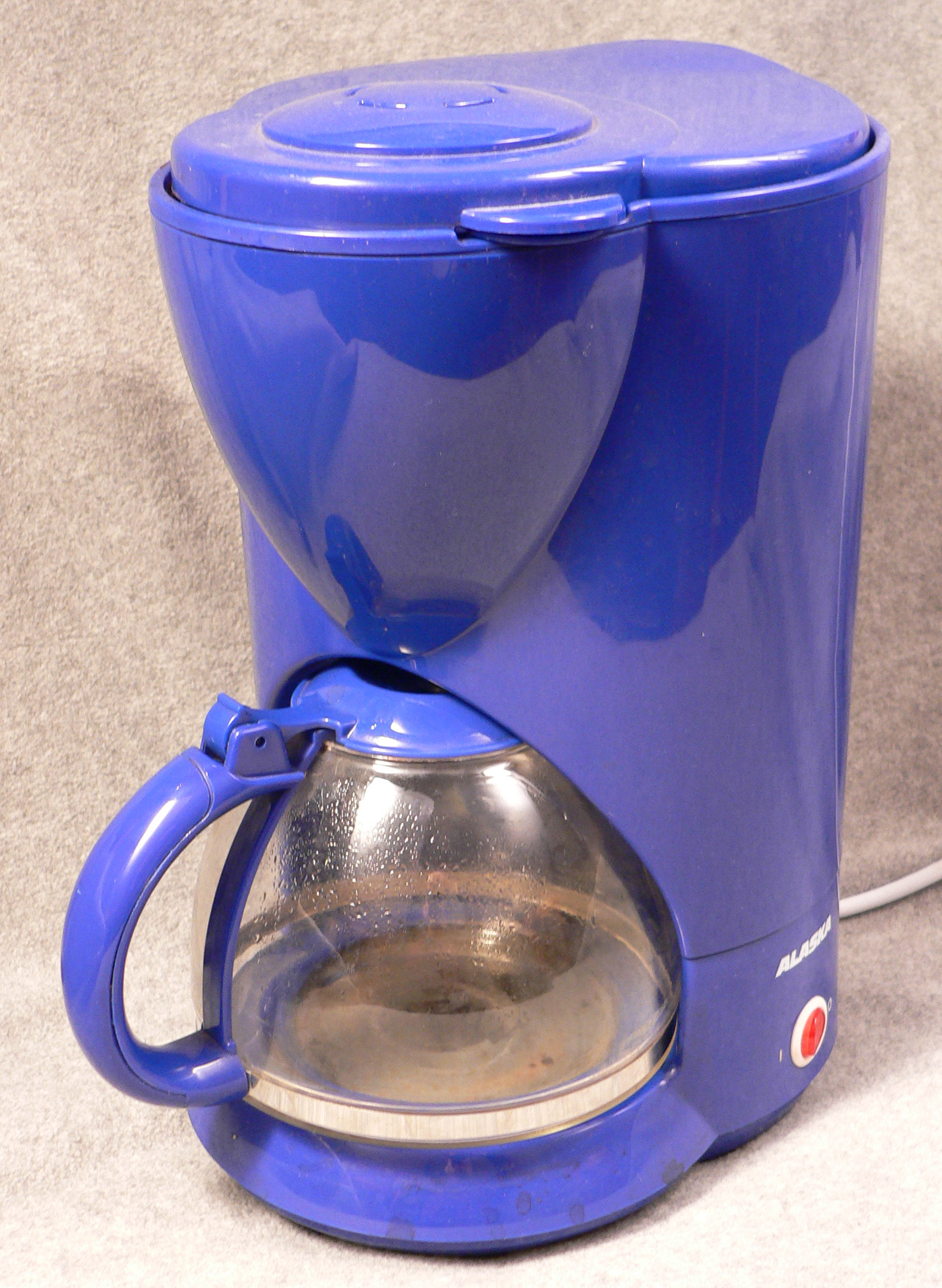
Cafetière électrique à filtre (1972).

La première cafetière automatique à filtre Mr. Coffee (en) fut introduite en 1972.
C'est une cafetière entièrement faite de plastique pour un coût de production très faible, permettant toute forme de design. C'est la cafetière la plus répandue et vendue dans le monde. 
La cafetière automatique combine les deux aspects d'infusion et de percolation avec une chambre où l'eau est chauffée par des résistances électriques. Le café est également maintenu au chaud dans le récipient. Il peut même y être réchauffé.